# Menceyato de Abona

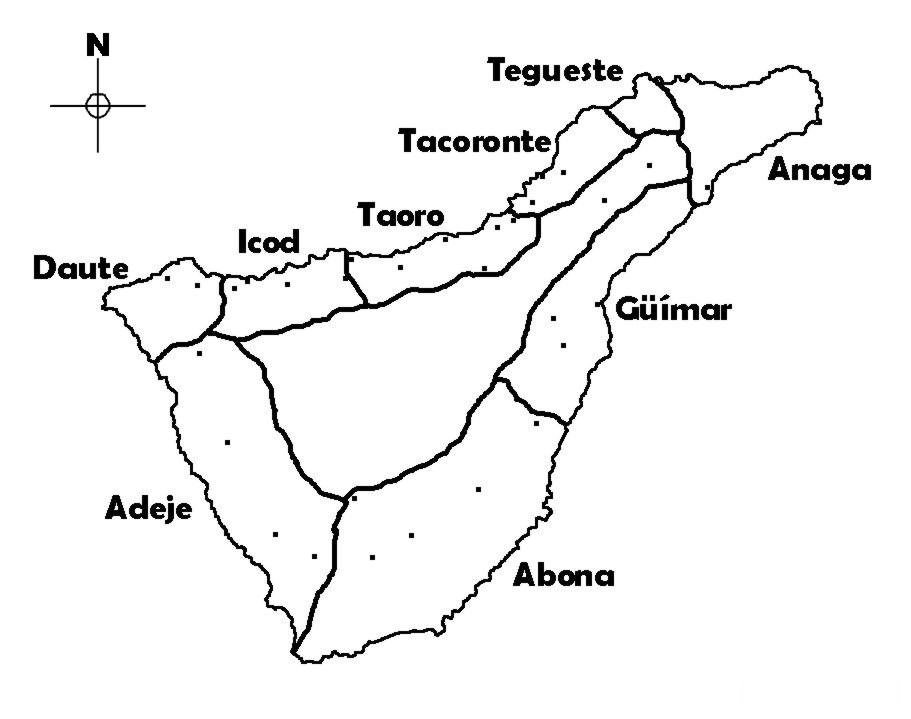
Menceyatos de Tenerife

Menceyato de Abona foi um dos nove reinos dos Guanches da a ilha de Tenerife nas Ilhas Canárias no momento da conquista da Coroa de Castela no século XV.
Estava localizado ao sudeste da ilha. Ocupou os municípios de Fasnia, Arico, Granadilla de Abona, San Miguel de Abona, Vilaflor e uma parte de Arona.
Seus conhecidos menceyes (rei guanches) eram Atguaxoña  e Adjoña.